# Termitidae
Famille
Sous-familles de rang inférieur
Les Termitidae sont une famille de termites dont les membres sont communément appelés termites supérieurs. Ils sont évolutivement le groupe de termites le plus spécialisé, avec leur intestin ayant une grande capacité à dégrader la lignocellulose. 

## Classification
La famille Termitidae a été décrite par Latreille en 1802,.

### Sous-familles
La famille comprend les sous-familles suivantes :
- Apicotermitinae Grassé & Noirot, 1954 [1955] (synonyme : Indotermitidae Roonwal & Sen Sarma in Roonwal, 1958)
- Cubitermitinae Weidner, 1956
- Foraminitermitinae Holmgren, 1912 (synonyme : Pseudomicrotermitinae Holmgren, 1912)
- Macrotermitinae Kemner, 1934, nomen protectum [ICZN 2003] (synonymes : Acanthotermitinae Sjöstedt, 1926, nomen rejiciendum [ICZN 2003] ; Odontotermitini Weidner, 1956)
- Nasutitermitinae Hare, 1937
- Sphaerotermitinae Engel & Krishna, 2004a
- Syntermitinae Engel & Krishna, 2004a (synonyme : Cornitermitinae Ensaf et al., 2004, nomen nudum)
- Termitinae Latreille, 1802 (synonymes : Microcerotermitinae Holmgren, 1910b ; Amitermitinae Kemner, 1934 ; Mirocapritermitinae Kemner, 1934 ; Mirotermitini Weidner, 1956 ; Capritermitini Weidner, 1956)

### Publication originale
- Latreille, P. A. (Pierre André), 1762-1833, Buffon, Georges Louis Leclerc, comte de, Sonnini, C. S. (Charles Sigisbert), 1751-1812, Jacques Eustache de Sève, Histoire naturelle, générale et particulière des crustacés et des insectes (publication), Inconnu, Paris, 1805.